# Tyfoonseizoen van de Grote Oceaan 1997
Het tyfoonseizoen van de Grote Oceaan 1997 duurde het hele jaar door en beslaat het gebied van de westelijke Grote Oceaan, westelijk van de datumgrens en noordelijk van de evenaar. Weliswaar loopt het seizoen het hele jaar door, toch vormen de meeste tropische cyclonen zich in de maanden mei tot november.

## Cyclonen
- Tropische depressie Hannah (Atring)
- Tyfoon Isa
- Tropische storm Jimmy
- Tropische storm Kelly
- Tropische storm Levi (Bining)
- Tyfoon Marie
- Tyfoon Nestor
- Tyfoon Opal (Kuring)
- Tyfoon Peter (Daling)
- Tyfoon Rosie (Elang)
- Tropische storm Scott
- Tyfoon Tina (Huling)
- Zware tropische storm Victor (Goring)
- Tyfoon Winnie (Ibiang)
- Zware tropische storm Yule
- Tropische depressie 16W
- Zware tropische storm Zita (Luming)
- Tyfoon Amber (Miling)
- Tyfoon Bing
- Tropische storm Cass
- Tyfoon Oliwa
- Tyfoon David
- Zware tropische storm Fritz
- Tropical Storm Ella
- Tyfoon Ginger
- Tropische depressie 26W
- Tropische storm Hank
- Tyfoon Ivan (Narsing)
- Tyfoon Joan
- Tyfoon Keith
- Zware tropische storm Linda (Openg)
- Tropische storm Mort (Pining)
- Supertyfoon Paka (Rubing)

20e eeuw: 1900 · 1901 · 1902 · 1903 · 1904 · 1905 · 1906 · 1907 · 1908 · 1909 · 1910 · 1911 · 1912 · 1913 · 1914 · 1915 · 1916 · 1917 · 1918 · 1919 · 1920 · 1921 · 1922 · 1923 · 1924 · 1925 · 1926 · 1927 · 1928 · 1929 · 1930 · 1931 · 1932 · 1933 · 1934 · 1935 · 1936 · 1937 · 1938 · 1939 · 1940 · 1941 · 1942 · 1943 · 1944 · 1945 · 1946 · 1947 · 1948 · 1949 · 1950 · 1951 · 1952 · 1953 · 1954 · 1955 · 1956 · 1957 · 1958 · 1959 · 1960 · 1961 · 1962 · 1963 · 1964 · 1965 · 1966 · 1967 · 1968 · 1969 · 1970 · 1971 · 1972 · 1973 · 1974 · 1975 · 1976 · 1977 · 1978 · 1979 · 1980 · 1981 · 1982 · 1983 · 1984 · 1985 · 1986 · 1987 · 1988 · 1989 · 1990 · 1991 · 1992 · 1993 · 1994 · 1995 · 1996 · 1997 · 1998 · 1999

21e eeuw: 2000 · 2001 · 2002 · 2003 · 2004 · 2005 · 2006 · 2007 · 2008 · 2009 · 2010 · 2011 · 2012 · 2013 · 2014 · 2015